# Une pêche d'enfer
Une pêche d'enfer est une émission de télévision française présentée par Pascal Sanchez et diffusée d'abord le mercredi en début d'après-midi puis quotidiennement du lundi au vendredi de 17H55 à 18h25 sur FR3 puis France 3, du 22 décembre 1987, au 30 juin 1995. Le générique de l'émission est une reprise de la chanson Big Blow de Manu Dibango.
D'abord installé dans un studio situé non loin de la Géode au sein de la Cité des sciences et de l'industrie durant les premières années, Pascal Sanchez recevait un invité qui parlait de son actualité au milieu de rubriques diverses et variées, le tout en public ; puis lors des dernières saisons, l'émission se tourna à l'extérieur dans une ville de France, différente chaque semaine. Des reportages sur celle-ci et sur d'autres thèmes ainsi que des micro-trottoirs et des petites annonces d'habitants étaient diffusés à l'antenne, le plateau était donc installé en extérieur et l'émission retransmise en direct.